# زین‌الدین علی بن حسین انصاری

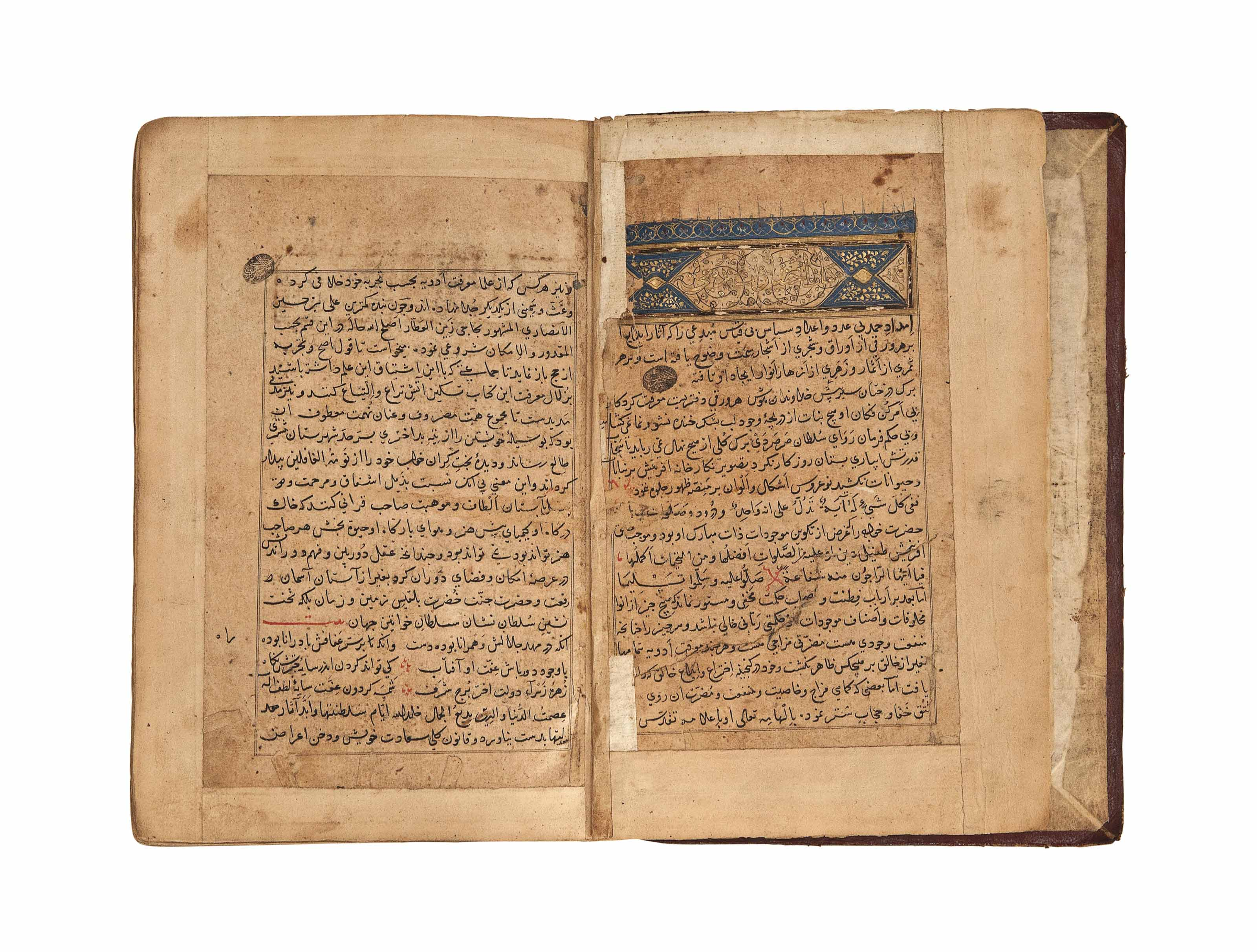
نسخه خطی اختیارات بدیع علی بن الحسن زین الدین عطار انصاری شیرازی. نسخه ایجاد شده در ایران دوره تیموری.

زین‌الدین علی بن حسین انصاری مشهور به حاج زین العطار یا حاج زین‌الدین عطار، از دانشمندان، پزشکان و داروشناسان معروف سدهٔ هشتم هجری قمری است که در ۷۲۹ هجری قمری در شیراز متولد شد. پدر او، جمال‌الدین حسین، از اطبای اصفهان بود که در سال ۷۱۵ به شیراز رفت و در آن جا ساکن شد. حاج زین‌الدین عطار در دورهٔ مغول بزرگ‌ترین داروشناس بود. وی معاصر پادشاهان مظفری و طبیب بنام دربار دربار ایشان بود. او در دربار سلطان جلال‌الدین شاه شجاع، از آل مظفر، ۱۶ سال خدمت کرد و درنزد شاه شجاع، منزلتی والا داشت و پزشک مخصوص او بود. شاه شجاع، از سلسلهٔ مظفریان، پس از ابوسعید، آخرین پادشاه ایلخانیان، در جنوب ایران حکومت می‌کرد و اهمیت او از نظر ایرانیان در این است که هم دورهٔ حافظ و ممدوح او بوده‌است. به این ترتیب، بی‌شک بین علی انصاری (حاج زین الدین عطار) و حافظ دوستی و مراوده وجود داشته‌است.

## آثار
علی انصاری کتب و رسالات چندی دارد که یکی از آن‍ها جزوه‍ای در تشریح، به نام تحفه السلاطین و دیگری کتابی است به نام مفتاح الخزائن در باب ادویه که آن را در سال ۱۳۶۶ میلادی به اتمام رسانده‌است. از این کتاب دو رو نوشت در کتاب خانهٔ بادلیان آکسفورد وجود دارد که یکی با تاریخ ۱۳۶۷ میلادی و به خط خود علی انصاری است. کتاب مشتمل بر سه فصل است: فصل اول دربارهٔ خواص داروهای ساده، فصل دوم درباره ی نحوهٔ صاف کردن داروهای ساخته‌شده و فصل سوم دربارهٔ داروهای مرکب. علی انصاری سه سال پس از اتمام این کتاب متممی بر آن نوشت و فصل سوم را مفصل کرد، در نتیجه نام کتاب را هم عوض کرد و آن را اختیارات بدیعی نام گذاشت و به شاهزاده بدیع الجمال، همسر مبارزالدین محمد و مادر سلطان بایزید مظفری، هدیه کرد. وی برای تکمیل این کتاب تا آنجا که توانست از آثار دیگران بهره جست، چنان که انعکاس نوشته‌های حنین تا معین‌الدوله طبیب را می‌توان در آن دید. به علاوه وی برای رشیدالدین، وزیر شاه شجاع، معجونی ساخت که به نام او معروف شد. پسر حاج زین‌الدین عطار به درخواست دوستانش کتاب پدر را که، به علت نداشتن اعراب، خواندن آن مشکل بود، معرب کرد و با نام اصحاح الادویه منتشر کرد. نام این کتاب، در دیباچهٔ برهان قاطع و بعضی مآخذ دیگر «صحاح الادویه» آمده‌است. از این کتاب معلوم می‌شود که او نیز مانند پدر، طبیب و داروشناس عالمی بود. فرزند دیگر حاج زین‌الدین عطار، احمد بن علی انصاری است که از او کتابی در موزه بریتانیا به نام رساله، حاوی سرگذشت و سخنان فیلسوفان و فضیلت علم و حکمت و تواریخ حکما، موجود است. این کتاب به دو حرف تقسیم شده‌است، حرف اول در معرفت و اندکی سرگذشت فیلسوفان قدیم و حرف دوم در زندگی و سخنان فیلسوفان اسلام است. در پایان همین رساله، حاجی احمد آورده‌است: «پدرم در شیراز زاده شد و خودم در ۷۶۰ قمری زاده شدم و پدرم در ۸۰۶ ق در گذشته‌است.» حاج زین‌الدین عطار بنا به نوشتهٔ فرزندش، حاج احمد، جز تحفه السلاطین و مفتاح الخزائن آثار دیگری نیز داشت که به این شرح است: دستور المتاکلین، دستور الزراعه، رساله (در صفت مردان و زنان)، دتور السعدا (در سخنان خردمندان) و رساله‌های کوتاه دیگری که فرزندش نام آن‍ها را بیان نکرده‌است.